# Cónclave de 2005
El cónclave de 2005 reunió a los miembros del Colegio Cardenalicio de la Iglesia católica tras la muerte del papa Juan Pablo II. Tuvo inicio el 18 de abril de 2005 y finalizó al día siguiente. En el cónclave fue elegido como papa el cardenal Joseph Ratzinger, de 78 años, desde entonces conocido como Benedicto XVI.

## Proceso electivo
El proceso de elección papal comenzó poco después de la muerte de Juan Pablo II el 2 de abril de 2005.

### Nuevos procedimientos de votación
El papa Juan Pablo II estableció nuevos procedimientos para la elección de su sucesor en su constitución apostólica Universi Dominici gregis de 1996. Detalló las funciones de los cardenales y el personal de apoyo, la programación del cónclave, el texto de los juramentos, las sanciones por violar el secreto y muchos detalles, incluyendo la forma de las papeletas ("la papeleta debe ser rectangular"). Negó a los cardenales electores el derecho a elegir a un papa por aclamación o asignando la elección a un grupo selecto de cardenales (por compromiso). También estableció nuevos procedimientos de votación que los cardenales podían seguir si la votación continuaba durante varios días, pero estos no se invocaron en este cónclave. Mantuvo la regla establecida por Pablo VI de que los cardenales que cumplieran ochenta años antes del día de la muerte del papa no participarían en la votación.
En cónclaves anteriores, los cardenales electores residieron en el recinto de la Capilla Sixtina durante la votación. Las condiciones eran  difíciles para los cardenales con problemas de salud. Las duchas y los baños eran compartidos, y las zonas de descanso estaban separadas por cortinas. Juan Pablo II mantuvo la votación en la Capilla Sixtina, pero dispuso que, cuando no votaban, los cardenales electores vivieran, cenaran y durmieran en habitaciones individuales con aire acondicionado en la Domus Sanctae Marthae, más conocida por su nombre italiano, Casa Santa Marta, un edificio de cinco plantas terminado en 1996, que normalmente sirve como casa de huéspedes para el clero visitante.
Los cardenales se apartaron de sus instrucciones únicamente en el sentido de que no se reunieron en la Capilla Paulina. Las obras de restauración iniciadas en 2002 exigieron un cambio de sede, por lo que utilizaron en su lugar el Salón de las Bendiciones.

## Votaciones

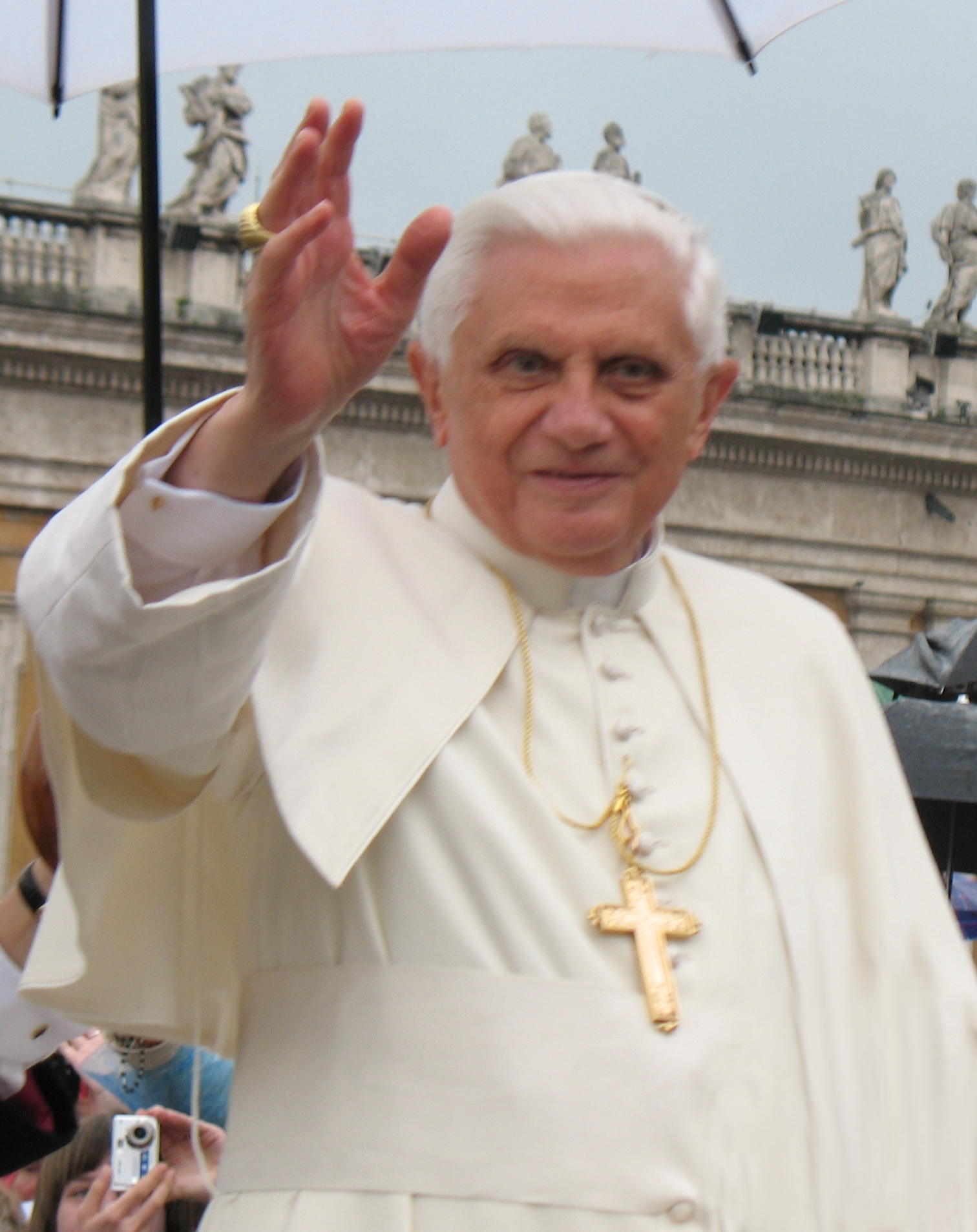
El cónclave cardenalicio del 2005 eligió a Benedicto XVI como Papa.

### Primer día, lunes 18 de abril
Las actividades del primer día consistieron en una Misa matinal "para la Elección del Pontífice Romano" (latín: Pro Eligendo Romano Pontífice) presidida por el decano del Colegio Cardenalicio (entonces el cardenal Ratzinger) en la Basílica de San Pedro, seguido por la reunión de los cardenales en la Capilla Sixtina del Palacio Apostólico de la Ciudad del Vaticano en la tarde para una ronda de votación. 
Los cardenales se reunieron en primer lugar en el Aula de las Bendiciones, a las 4:00 de la tarde, hora de Roma, donde hubo un breve momento de oración presidido por el decano. Luego, se dirigieron procesionalmente, a través de los ambientes del Palacio Apostólico, a la Capilla Sixtina en medio de cantos de letanías a los santos. Tras ubicarse en sus sitios, se cantó el Veni Creator (Himno al Espíritu Santo). El Decano del Colegio Cardenalicio leyó el juramento y luego cada cardenal elector afirmó el juramento colocando su mano sobre el Nuevo Testamento. El cardenal Ratzinger fue el primero en avanzar, seguido por el vicedecano, cardenal Angelo Sodano y el resto de los cardenales. Era la primera vez que los ojos del mundo podían ver esta parte de la ceremonia. 
Solamente los cardenales Baum y Ratzinger habían participado previamente en un cónclave (los de 1978). Dos cardenales se diferenciaban por su vestimenta; el cardenal Ignacio Moisés I Daoud de la Iglesia católica siria y el cardenal Lubomyr Húsar de la Iglesia greco-católica ucraniana. 
Posteriormente, el arzobispo Piero Marini, maestro de las Celebraciones Litúrgicas Pontificias, pronunció las palabras "extra omnes" (todos fuera), indicando que aquellos que no participaran en el cónclave debían salir del recinto. A continuación los miembros del coro, los guardias de seguridad, ceremonieros, la prensa, y demás personal abandonó la capilla y las puertas de la Capilla Sixtina se cerraron, indicando que los cardenales iniciaban el cónclave.
Se observó humo negro (fumata negra) en el techo de la Capilla Sixtina hacia las 8:00 de la noche, hora local, indicando que la primera votación se realizó sin que se eligiera un nuevo Papa.

### Segundo día, martes 19 de abril

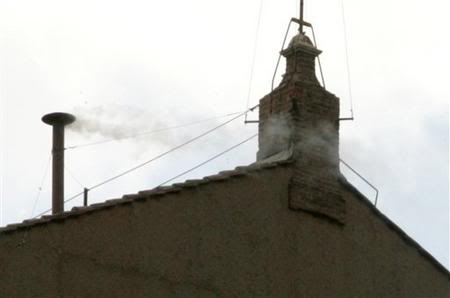
Fumata blanca que anuncia la elección de un nuevo pontifice,en este caso Benedicto XVI

A mediodía nuevamente hubo humo negro, pero a las 16:50h (UTC) hubo fumata blanca. Un nuevo papa ha sido elegido en la cuarta votación. A las 17:04 (UTC) las campanas de San Pedro repicaron saludando y confirmando la elección. 
Posteriormente se asomó el cardenal protodiácono Jorge Medina Estévez a dar un saludo políglota desde el balcón central de la Basílica de San Pedro y dijo las siguientes palabras: 
"Annuntio vobis Gaudium Magnum: Habemus Papam. Emminentissimum ac reverendissimum dominum, dominum Iosephum, Sanctae Romanae Ecclessiae Cardinalem Ratzinger; qui sibi nomen imposuit Benedicti XVI".￼
Desde ese momento Joseph Ratzinger, que tomó el nombre de Benedicto XVI, fue quien sucedió a Juan Pablo II al frente de la Iglesia católica, hasta su renuncia anunciada por él mismo el 11 de febrero de 2013 y siendo efectiva el 28 de febrero, a las 20:00 horas de Roma. 

## Tabla resumen de participantes
| Estadísticas de los cardenales electores del cónclave de acuerdo a su origen geográfico. |                                             |
| Electores                                                                                | 117 total                                   |
| Ausente                                                                                  | 2 (Jaime Sin, Adolfo Antonio Suárez Rivera) |
| Presente                                                                                 | 115                                         |
| África                                                                                   | 11                                          |
| Asia y el Oriente Medio                                                                  | 11                                          |
| Europa                                                                                   | 58                                          |
| Oceanía                                                                                  | 2                                           |
| América                                                                                  | 35                                          |
| PAPA FALLECIDO                                                                           | Juan Pablo II (Karol Wojtyła)               |
| NUEVO PAPA                                                                               | Benedicto XVI (Joseph Ratzinger)            |